# Ададо

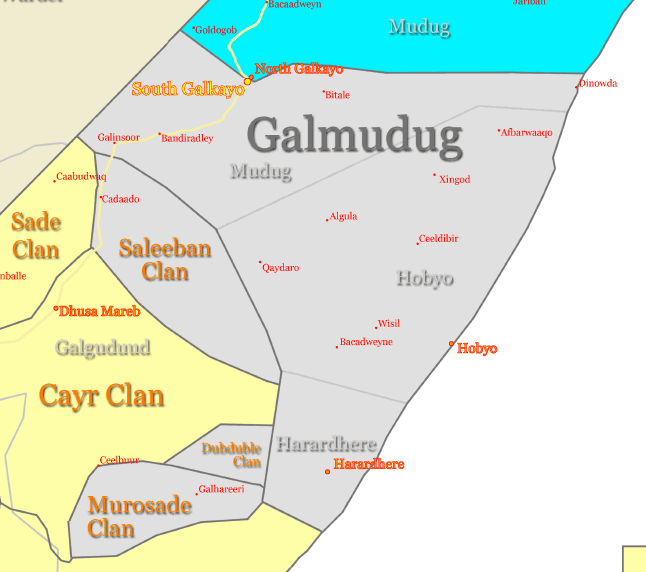
Карта Галгудуда и Мудуга

Ададо (сомал. cadaado — город в центральной части Сомали в провинции Галгудуд, центр одноимённого района Ададо
В Ададо преобладает субклан  Селебан, который входит в клан  Хабар Гадир. 

## Политическая ситуация
C 2004 года город является столицей непризнанного государственного образования Химан и Хеб 